# Norberto Litvinoff
Norberto León Litvinoff (Buenos Aires, Argentina; 10 de enero de 1945), es un licenciado argentino en psicología y sociología de la Universidad de Buenos Aires.

## Trayectoria
Dictó cátedra en las universidades de Buenos Aires, Belgrano, Palermo y en la Universidad del Museo Social Argentino. Trabajó junto con Laura Caldiz y María Luisa Lerer en la fundación de la Sociedad Argentina de Sexualidad Humana (SASH) en el año de 1983, llegando a ser vicedirector de la primera revista de la SASH. Dio clases de antropología sexual en el SASH basándose en sus estudios sociológicos y sexológicos.
Fue vicepresidente del Congreso de psicología analítica de Jung de Buenos Aires entre los años de 1980 y 1983 presentado diversos trabajos sobre el inconsciente colectivo que culminaron después en un libro.
Algunos de sus viajes a congresos en la India y Estados Unidos le sirvieron como herramientas para plantear la inclusión de doctrinas como el tantra, taoísmo y karezza en disciplinas como la sexología, psicología, sociología y homeopatía para el tratamiento de disfunciones sexuales y problemas de pareja. Durante sus viajes por India tuvo la oportunidad de recibir enseñanzas acerca de pranayamas terapéuticos de maestros tántricos como Osho.

## Obras
- El psicólogo y su profesión. (1975)[1]
- Fronteras del psicoanálisis. (1980)[2]
- Psicoanálisis del enfermo cardíaco. (1982)[3]
- Más allá de Freud-Jung. (1982)[4]
- No Mate a Su Hijo Adolescente: Ni Deje Que él lo Mate a Usted. (1996)[5]
- Don't Kill Your Adolescent Child (Or Let Him Kill You). (1998)[6]
- El adolescente del milenio y el milenio del adolescente. (1998)[7]
- Diario íntimo: el camino del autoconocimiento, el aprendizaje y la transformación. (2004)[8]